# Темпера
Темпера (още яйчена темпера или яйчна темпера) е доминиращ и основен модел на рисуване и асоциираните му техники, които са били преобладаваащи през европейското Средновековие.
Самите темперни бои са едни от най-древните. До изобретяването и разпространението на маслените бои са били основен материал. Те са правени, като към яйчен жълтък се добавял пигмент.